# رجل الحفرة
رجل الحفرة (عقد 1960 - يوليو 2022 ) هو كان شخص ينتمي لقبيلة غير معروفة من الشعوب الأصلية في البرازيل، وُصف بأنه ضحية إبادة جماعية، ويُعتقد بأنه كان آخر أفراد قبيلته. من غير المعروف ما هي اللغة التي كان يتحدث بها، أو ما تسمى قبيلته، أو ما كان اسمه.